# Technocell
Die Technocell AG mit Sitz in Morbio Inferiore ist ein Schweizer Elektronik-Grosshändler. Das Unternehmen beliefert als Distributor den Fachhandel mit verschiedenen international bekannten Marken in den Bereichen Mobiltelefon und Zubehör, Audio und Videogeräte für Privatkunden sowie Audio- und Videoausrüstungen für professionelle Kunden. Technocell wurde 1983 gegründet und erwirtschaftete 2006 laut Angaben der Handelszeitung einen Umsatz von 375 Millionen Schweizer Franken.